# Jonathan David Edwards
Jonathan David Edwards (Londres, Regne Unit 1966) és un atleta britànic, ja retirat, especialitzat en el triple salt.
Conserva des del 7 d'agost de 1995 el rècord mundial de la prova amb 18,29 metres. Al llarg de la seva llarga carrera esportiva va ser campió olímpic en una ocasió i mundial en dues. Va ser guardonat el 1995 atleta de l'any per la IAAF. Des de l'any 2000 és, a més a més, comandant de l'Orde de l'Imperi Britànic. Actualment col·labora en l'organització dels Jocs Olímpics de Londres 2012.

## Biografia
Va néixer el 10 de maig de 1966 a la ciutat de Londres, capital d'Anglaterra (Regne Unit).

## Carrera esportiva
Jonathan Edwards va debutar a Seül, on no va aconseguir passar a la final. Quatre anys després a Barcelona va repetir el mateix resultat. Malgrat tindre ja 26 anys, Edwards no havia aconseguit cap resultat internacional destacable, a banda d'un segon lloc als Jocs de la Commonwealth d'Auckland el 1990. Tot i això, havia superat els 17 metres en diverses ocasions. La seva negativa a competir els diumenges, per motius religiosos, tampoc li resultava pràctica per al seu desenvolupament esportiu. Per aquest mateix motiu deixà de participar en el Campionat del Món de Tòquio 1991, però finalment renuncià a aquesta postura.
A la següent edició del Campionat Mundial, Stuttgart 1993, va arribar el primer moment realment important de la seva vida esportiva en guanyar la medalla de bronze. Però seria 1995, sense cap dubte el seu millor any. En primer lloc va batre el rècord del món de Willie Banks per tan sols un centímetre a Salamanca (17,98 m). Aquell mateix estiu, a l'immillorable escenari de Campionat Mundial de Göteborg, no només va penjar-se l'or, sinó que va triturar el seu propi rècord: 18,29 m.
Edwards va acudir als Jocs d'Atlanta, com el gran favorit, després del profitós any anterior. Per primer cop va classificar-se per a una final olímpica, però allí, es va topar amb una brillant actuació de Kenny Harrison. L'americà va convertir-se en el segon, i fins ara últim, saltador de triple en passar els 18 metres, encara que amb els seus 18,09 m era molt lluny del rècord estratosfèric d'Edwards. Durant els anys següents el saltador britànic va continuar fent bones marques i pujà sempre als podis de les grans competicions. Però no va poder mai, a excepció del campionat europeu de 1998, tornar a guanyar una medalla d'or.
Finalment, al Jocs de Sydney va començar el brillant punt final de la seva carrera esportiva. Va proclamar-se campió olímpic a la cita australiana, novament campió del món a Edmonton 2001 i, per a acabar, campió de la Commonwealth un any més tard a Manchester. Al Mundial de París 2003 va decidir retirar-se de l'esport, després de lesionar-se. Per a llavors es tractava de l'atleta britànic i el saltador de triple amb més medalles a competicions internacionals de primer nivell, a banda de deixar per a la posteritat un rècord mundial difícilment superable.

## Millors marques
- A l'aire lliure:

- Triple salt - 18,29 metres (Göteborg, 7 d'agost de 1995) RM
- Salt de llargada - 7'11 (1992)
- 100 m llisos - 10.48 (1996)